# 魔人偵探腦嚙涅羅漫畫章節列表
魔人偵探腦嚙涅羅漫畫章節列表列出日本漫畫《魔人偵探腦嚙涅羅》每一話的標題以及刊載期號。相關翻譯使用台灣東立出版社提供的官方譯名。

## 單行本已收錄
- 「卷彩」表示有卷頭彩頁（巻頭カラー）
- 「中彩」表示有中央彩頁（センターカラー）

| 1. 手（，"Te"）（《週刊少年Jump》2005年12號）卷彩 2. 消沉（，"Hekomi"）（2005年13號） 3. 表情（，"Kao"）（2005年14號）中彩 4. 食（，"Shoku"）（2005年15號） 5. 滋味（，"Aji"）（2005年16號） 6. 犧牲品（，"Ejiki"）（2005年17號） 7. 巢（，"Ie"）（2005年18號） |

| 1. 高度（，"Kakudo"）（2005年19號） 2. 繩子（，"Himo"）（2005年20號） 3. 雛鳥（，"Hina"）（2005年21·22合併號） 4. 第一人（，"Hitorime"）（2005年23號） 5. 釣魚（，"Tsuri"）（2005年24號） 6. 勒緊（，"Shime"）（2005年25號） 7. 詢問（，"Toiawase"）（2005年26號）中彩 8. 孤單一人（，"Hitorikiri"）（2005年27號） 9. 攝影（，"Tori"）（2005年28號） |

| 1. 【讓我看】（，"Misero"）（2005年29號）中彩 2. 【箱子】（，"Hako"）（2005年30號） 3. 【尾巴】（，"Shippo"）（2005年31號） 4. 【箱中人】（，"Hito"）（2005年32號） 5. 【差異】（，"Chigai"）（2005年33號） 6. 【X】（，"An'nōn"）（2005年34號） 7. 【跳】（，"Hane"）（2005年35號） 8. 【上司】（，"Kyaria"）（2005年36·37合併號） 9. 【炸彈】（，"Bomu"）（2005年38號） |

| 1. 【順序】（，"Narabi"）（2005年39號） 2. 【賭注】（，"Kake"）（2005年40號） 3. 【狗】（，"Inu"）（2005年41號）中彩 4. 【展露】（，"Arawa"）（2005年42號） 5. 【秘密】（，"Maruhi"）（2005年43號） 6. 【旅行】（，"Yume Kibun"）（2005年44號） 7. 【呼吸】（，"Iki"）（2005年45號） 8. 【安慰】（，Nagusame）（2005年46號） 9. 【門外】（，"Soto"）（2005年47號） |

| 1. 【等級】（，"Ranku"）（2005年48號） 2. 【從前】（，"Mukashi"）（2005年49號） 3. 【心胸】（，"Hirosa"）（2005年50號） 4. 【臉蛋】（，"Kao"）（2005年51號）中彩 5. 【背叛】（，"Uragiri"）（2005年52號） 6. 【反面的反面】（，"Ura no Ura"）（2006年1號） 7. 【寒冷】（，"Samusa"）（2006年2號） 8. 【部下】（，"Buka"）（2006年3號） 9. 【弟弟】（，"Otōto"）（2006年4·5合併號）中彩 |

| 1. 【頭髮】（，"Nagai Tomodachi"）（2006年6·7合併號） 2. 【咬】（，"Kami"）（2006年8號）卷彩 3. 【保護】（，"Kami"）（2006年9號） 4. 【神】（，"Kami"）（2006年10號） 5. 【歌】（，"Aya"）（2006年11號） 6. 【牆壁】（，"Kabe"）（2006年12號）卷彩 7. 【塑像】（，"Zō"）（2006年13號） 8. 【月亮】（，"Tsuki"）（2006年14號） 9. 【寄生】（，"Kisei"）（2006年15號）中彩 |

| 1. 【間】（，"Aida"）（2006年16號） 2. 【影子】（，"Kage"）（2006年17號） 3. 【分枝】（，"Eda"）（2006年18號） 4. 【圓】（，"En"）（2006年19號） 5. 【X（失敗）】（，"Shippai"）（2006年20號） 6. 【X（染色體）】（，"Senshokutai"）（2006年21·22合併號） 7. 【手】（，"Te+"）（2006年23號） 8. 【考試】（，"Tesuto"）（2006年24號） 9. 【腦】（，"Nō"）（2006年25號） |

| 1. 【發燒】（，"Netsu"）（2006年26號） 2. 【火】（，"Hi"）（2006年27號） 3. 【突然】（，"Kyū"）（2006年28號） 4. 【犯】（，"Yaritai"）（2006年29號） 5. 【春】（，"Haru"）（2006年30號） 6. 【為所欲為】（，"Yaritai Hōdai"）（2006年31號） 7. 【名片】（，"Meishi"）（2006年32號） 8. 【毆打】（，"Naguru"）（2006年33號）中彩 9. 【畫】（，"E"）（2006年34號） |

| 1. 【潛】（）（2006年35號） 2. 【策】（）（2006年36·37合併號） 3. 【槍】（）（2006年38號） 4. 【刺】（）（2006年39號） 5. 【反擊】（）（2006年40號） 6. 【反轉】（）（2006年41號）中彩 7. 【他】（）（2006年42號） 8. 【逃】（）（2006年43號） 9. 【追】（）（2006年44號） |

| 1. 【癢】（）（2006年45號） 2. 【50%】（）（2006年46號） 3. 【鑰匙】（）（2006年47號） 4. 【要求】（）（2006年48號） 5. 【孤獨】（）（2006年49號）中彩 6. 【光】（）（2006年50號） 7. 【餐費】（）（2006年51號） 8. 【3人】（）（2006年52號） 9. 【2】（）（2007年1號） |

| 1. 【1】（）（2007年2號） 2. 【0】（）（2007年3號） 3. 【忘】（）（2007年4·5合併號） 4. 【桌子】（）（2007年6·7合併號） 5. 【馬】（）（2007年8號） 6. 【女人】（）（2007年9號） 7. 【心理】（）（2007年10號） 8. 【新】（）（2007年11號） 9. 【惡】（）（2007年12號）卷彩 |

| 1. 【賺錢方式】（）（2007年13號） 2. 【奔跑】（）（2007年14號） 3. 【年幼】（）（2007年15號） 4. 【老】（）（2007年16號） 5. 【話語】（）（2007年17號） 6. 【證據】（）（2007年18號） 7. 【色】（）（2007年19號） 8. 【繼承】（）（2007年20號） 9. 【真】（）（2007年21號）中彩 |

| 1. 【傳染】（）（2007年22·23合併號） 2. 【村子】（）（2007年24號） 3. 【結識】（）（2007年25號） 4. 【i】（）（2007年26號） 5. 【讀】（）（2007年27號） 6. 【依】（）（2007年28號） 7. 【蛭】（）（2007年29號）中彩 8. 【擄】（）（2007年30號） 9. 【吐槽】（）（2007年31號） |

| 1. 【變】（）（2007年32號） 2. 【價值】（）（2007年33號）中彩 3. 【門】（）（2007年34號） 4. 【挫折】（）（2007年35號） 5. 【濁】（）（2007年36·37合併號） 6. 【惡】（）（2007年38號） 7. 【邀請】（）（2007年39號） 8. 【茶】（）（2007年40號） 9. 【病】（）（2007年41號） |

| 1. 【母親】（）（2007年42號） 2. 【男女】（）（2007年43號）中彩 3. 【犯人】（）（2007年44號） 4. 【警察】（）（2007年45號） 5. 【蟲】（）（2007年46號） 6. 【宅】（）（2007年47號） 7. 【夢】（）（2007年48號）卷彩 8. 【愚】（）（2007年49號） 9. 【魚】（）（2007年50號） |

| 1. 【雨】（）（2007年51號） 2. 【大雨】（）（2007年52號） 3. 【水】（）（2008年1號） 4. 【壁蝨】（）（2008年2號） 5. 【S】（）（2008年3號） 6. 【折痕】（）（2008年4·5合併號） 7. 【父】（）（2008年6·7合併號） 8. 【守】（）（2008年8號） 9. 【外交】（）（2008年9號） |

| 1. 【巧克力】（）（2008年10號） 2. 【應景活動】（）（2008年11號） 3. 【顏】（）（2008年12號） 4. 【樁子】（）（2008年13號） 5. 【槌】（）（2008年14號）卷彩 6. 【征】（）（2008年15號） 7. 【捨】（）（2008年16號） 8. 【掘】（）（2008年17號） 9. 【協】（）（2008年18號） |

| 1. 【託付】（）（2008年19號） 2. 【泡】（）（2008年20號） 3. 【證人】（）（2008年21號） 4. 【刃】（）（2008年22·23合併號） 5. 【差異】（）（2008年24號） 6. 【昔】（）（2008年25號） 7. 【詛咒】（）（2008年26號） 8. 【植物】（）（2008年27號）中彩 9. 【失】（）（2008年28號） |

| 1. 強【弱】（）（2008年29號） 2. 紙【收穫】（）（2008年30號） 3. 鍛【training】（）（2008年31號） 4. 目標【norma】（）（2008年32號） 5. Q【女王】（）（2008年33號） 6. E【easy】（）（2008年34號） 7. D【diffical】（）（2008年35號） 8. .【滴】（）（2008年36號） 9. S【重度S的證明】（）（2008年37·38合併號） |

| 1. 6【真面目】（）（2008年39號） 2. 主【真實】（）（2008年40號） 3. 釣【釣魚】（）（2008年41號） 4. ㊙【密談】（）（2008年42號） 5. 釣【拘捕】（）（2008年43號） 6. 柱【支柱】（）（2008年44號） 7. ■【數字】（）（2008年45號） 8. 紡【紡】（）（2008年46號） 9. 變【不變】（）（2008年47號） |

| 1. 阱【陷阱】（）（2008年48號） 2. 士【十一】（）（2008年49號） 3. 謊言【惡意】（）（2008年50號） 4. 幸【幸福】（）（2008年51號） 5. 棄【放棄】（）（2008年52號） 6. 結【合作無間】（）（2009年1號） 7. 會【遺留】（）（2009年2號） 8. 歸【歸隊】（）（2009年3號） 9. 手【一個耳光】（）（2009年4·5合併號） |

| 1. 距【距離】（）（2009年6·7合併號） 2. 完【完美】（）（2009年8號） 3. XI【群雄雲集】（）（2009年9號） 4. 金肉【頂點】（）（2009年10號） 5. 目【眼】（）（2009年11號） 6. XI【UNKNOWN】（）（2009年12號） 7. i【碎片】（）（2009年13號）中彩 8. 種【種】（）（2009年14號） 9. 泣【催淚】（）（2009年15號） |

| 1. 謝【感謝】（）（2009年16號） 2. 6【six】（）（2009年17號） 3. 死【死】（）（2009年18號） 4. 魔【魔人】（）（2009年19號） 5. 人【人類】（）（2009年20號） 6. 謎【魔人偵探腦嚙涅羅的唯一也是最後的食物】（）（2009年21號）中彩 |